# Bacho Akhalaïa
Bacho Akhalaïa (en géorgien : ბაჩანა ახალაია), né le 24 octobre 1980 à Zougdidi (Union soviétique), est un homme politique géorgien. Il est ministre de l'Intérieur du 4 juillet 2012 jusqu'à sa démission.
Le 20 septembre 2012, il démissionne du gouvernement à la suite de la révélation d'un scandale de tortures de détenus,. Le 27 octobre 2013, il est condamné à trois ans et neuf mois de prison ; il décide de faire appel.